# Чабаудо (Империја)
Чабаудо је насеље у Италији у округу Империја, региону Лигурија.
Према процени из 2011. у насељу је живело 12 становника. Насеље се налази на надморској висини од 711 м.